# 앙리 레만
앙리 레만(프랑스어: Henri Lehmann 1814년 4월 14일~1882년 3월 30일)은 독일 태생의 프랑스 역사화가이자 초상화가이다.

## 생애
그는 홀슈타인 공국의 킬에서 하인리히 살렘 레만(Heinrich Salem Lehmann)이라는 이름으로 태어났으며, 아버지 레오 레만(Leo Lehmann, 1782~1859)과 함부르크의 다른 화가로부터 처음으로 미술 수업을 받았다. 그는 17세인 1831년에 장오귀스트도미니크 앵그르에게 미술을 배우기 위해 파리로 유학을 갔으며, 앵그르의 가장 뛰어난 제자 중 한 명이 되었고 오랜 세월 그의 가까운 동료가 되었다. 그의 첫 번째 전시는 1835년 살롱에서 이루어졌으며, 그는 2등 메달을 수상했다. 그 후 그는 살롱에 정기적으로 작품을 전시하여 1840년, 1848년, 1855년에 1등 메달을 수상했다.

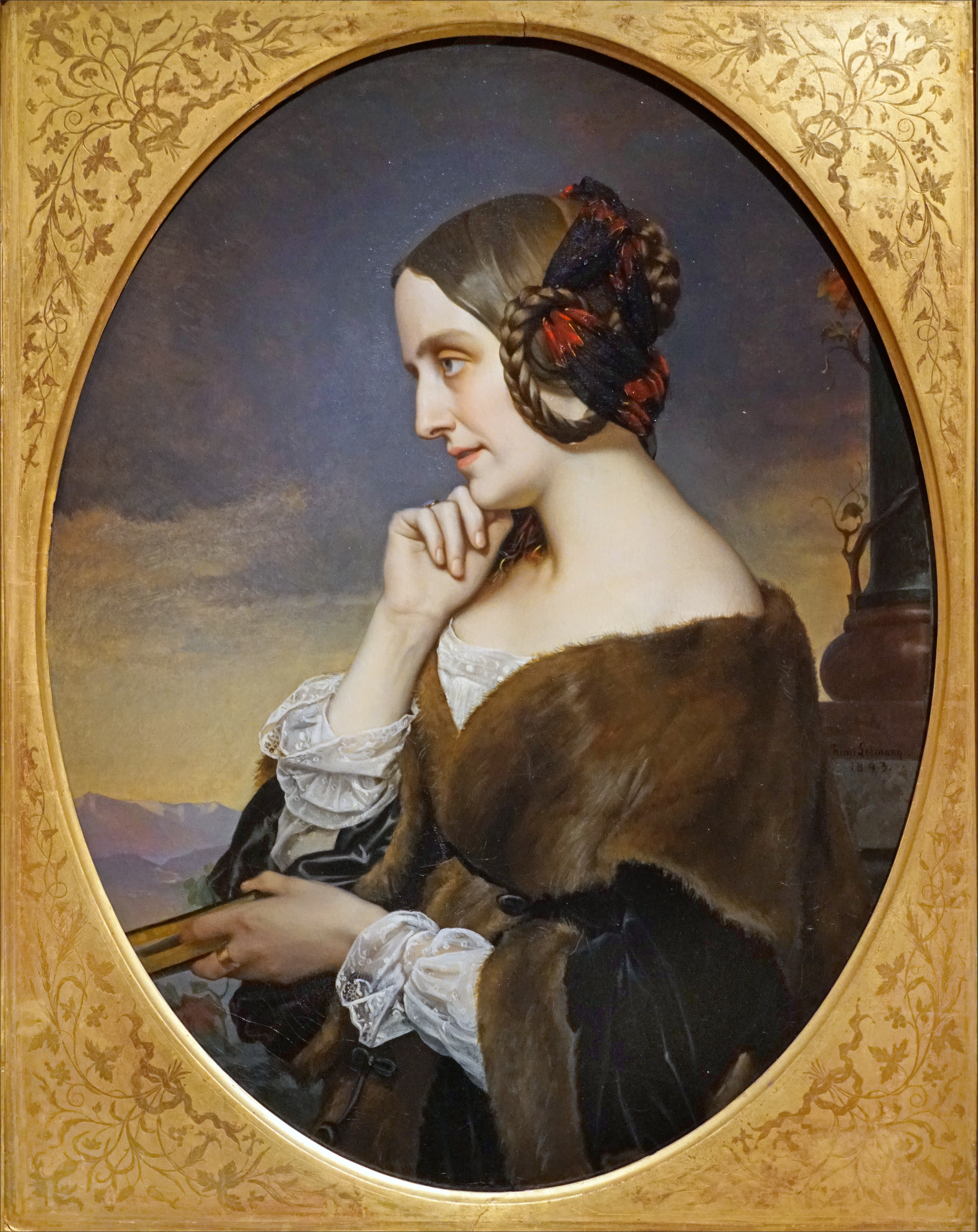
《마리 다구의 초상화》, 1843년, 카르나발레 박물관 소장

레만은 1838년부터 1841년까지 로마에 거주하면서 앵그르(당시 앵그르는 그곳의 로마 아카데미 드 프랑스의 원장이었다)와 함께 미술 교육을 계속했고, 앵그르의 그림인 루이지 케루비니와 서정시의 뮤즈를 포함한 몇몇 작품을 그와 공동으로 작업했다. 레만은 로마에서 프란츠 리스트와 그의 연인이자 작가인 마리 다구와 친구가 되었고, 오랜 시간 그들과 서신을 주고받고 그들의 초상화를 그렸다.

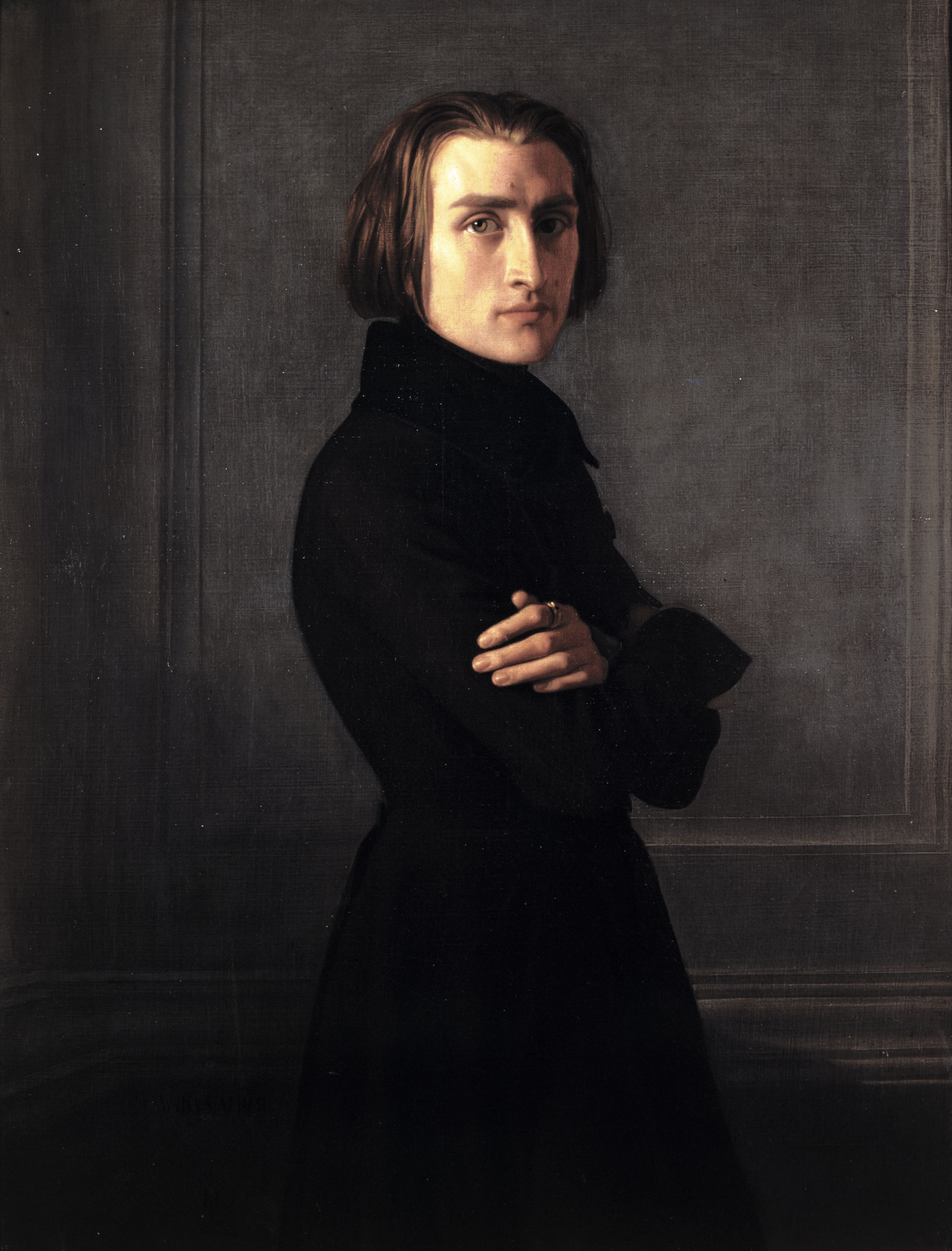
《프란츠 리스트의 초상화》, 1839년경, 카르나발레 박물관 소장

레만은 1842년에 파리에 영구 정착했다. 그는 파리 시청, 생클로틸드 교회, 뤽상부르 궁전, 정의의 전당, 생마르탱 거리의 생메리 교회에 있는 주네스 아베글스 예배당 등 대규모 공공 사업에 대한 많은 의뢰를 받았다.
1846년에 레만은 레지옹 도뇌르 훈장을 받았고, 1847년에는 프랑스 시민이 되어 같은 해에 자신의 스튜디오를 열었다. 그는 1861년에 파리 보자르에서 교사가 되었고, 1875년에 교수로 임명되었다. 또한 예술 분야에서 학문적 우수성을 인정하기 위해 레만 상(Lehmann Prize)을 설립했다. 1864년에는 프랑스 학술원의 회원으로 선출되었다.
그는 1882년 파리에서 사망했다. 그의 동생 루돌프 레만 역시 유명한 초상화가였다.

## 작품

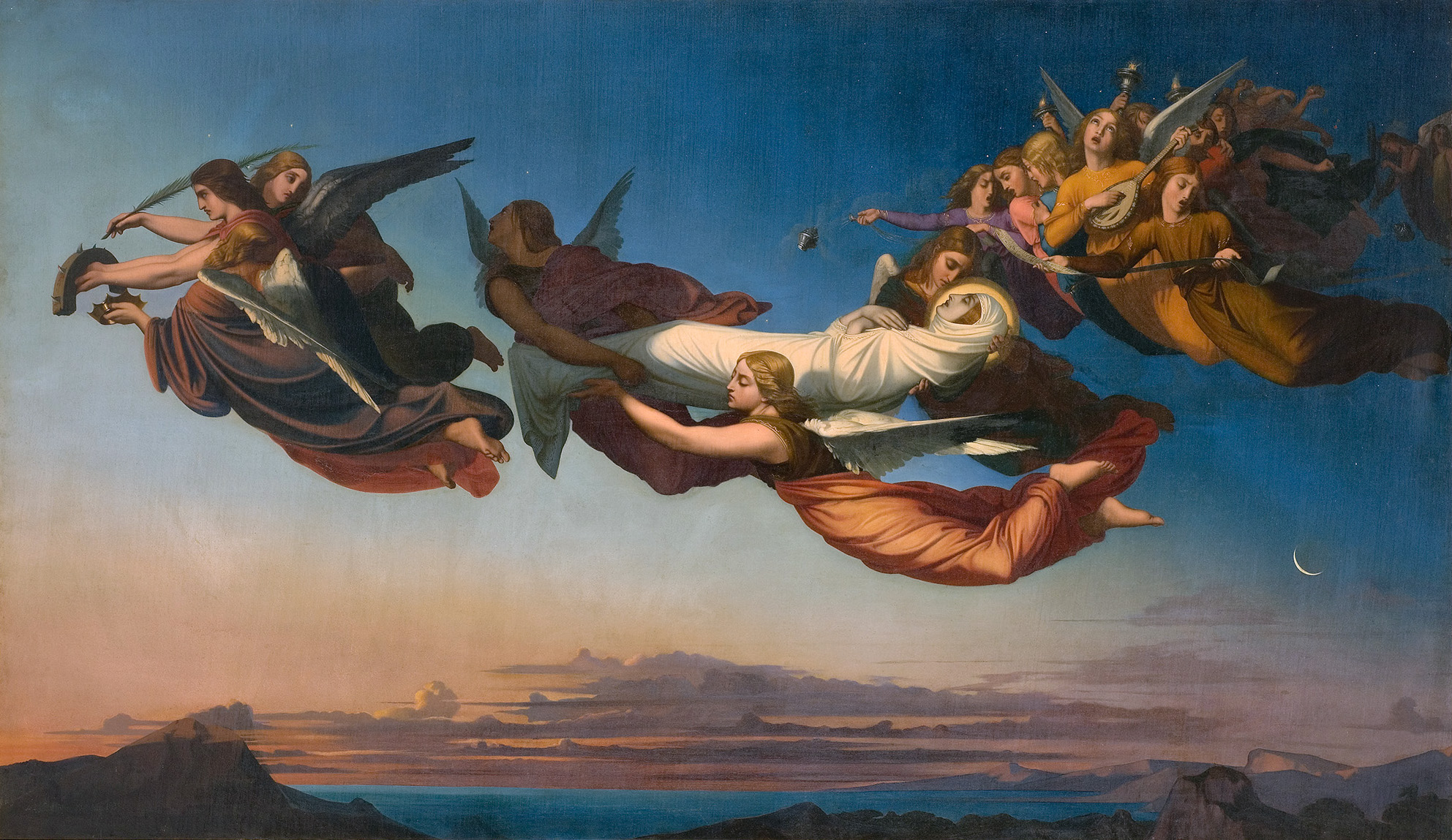
《알렉산드리아의 성 카타리나》(St Catherine of Alexandria), 1839년, 파브르 미술관
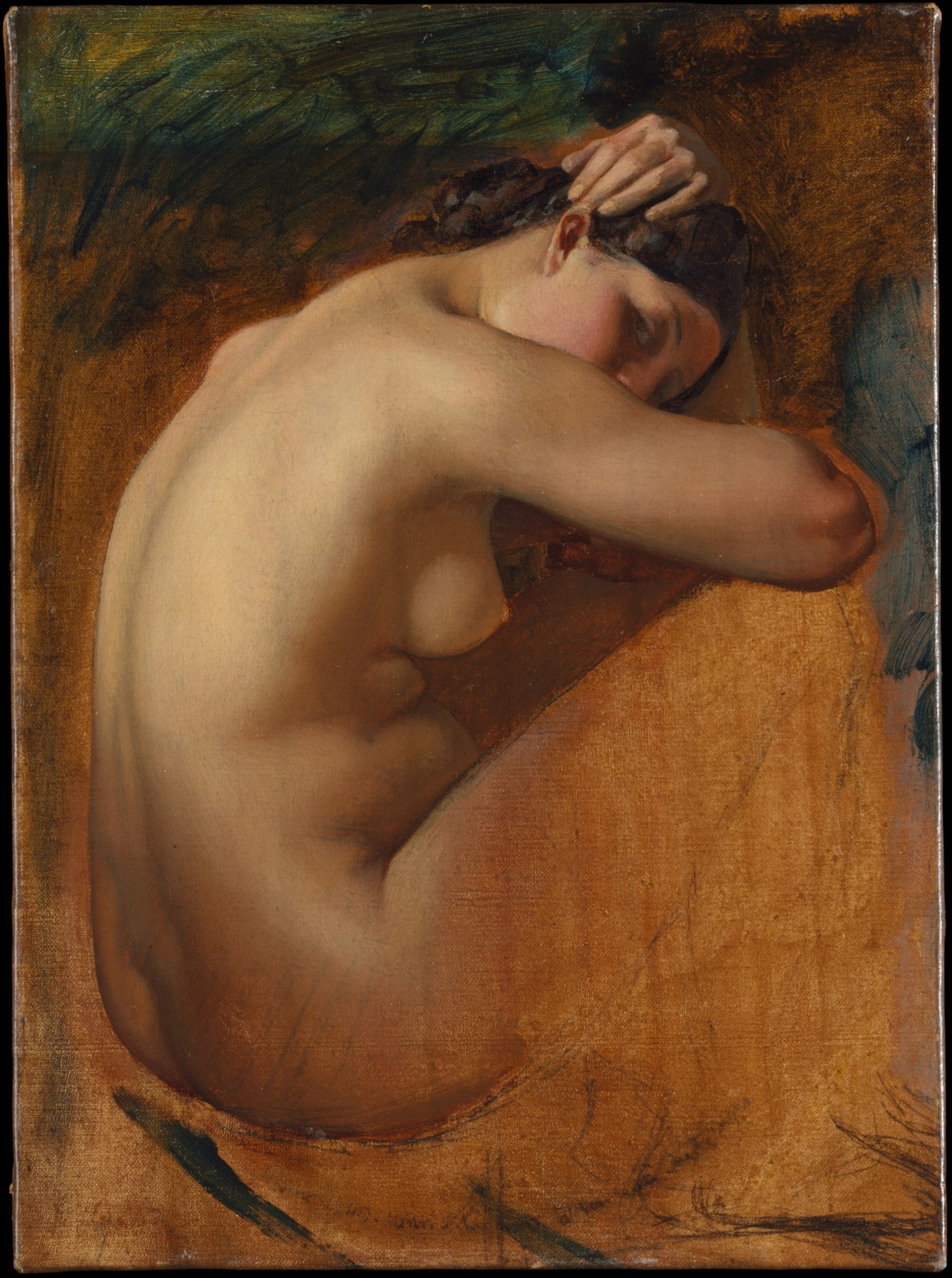
《누드 여성 습작》, 1840년, 메트로폴리탄 미술관
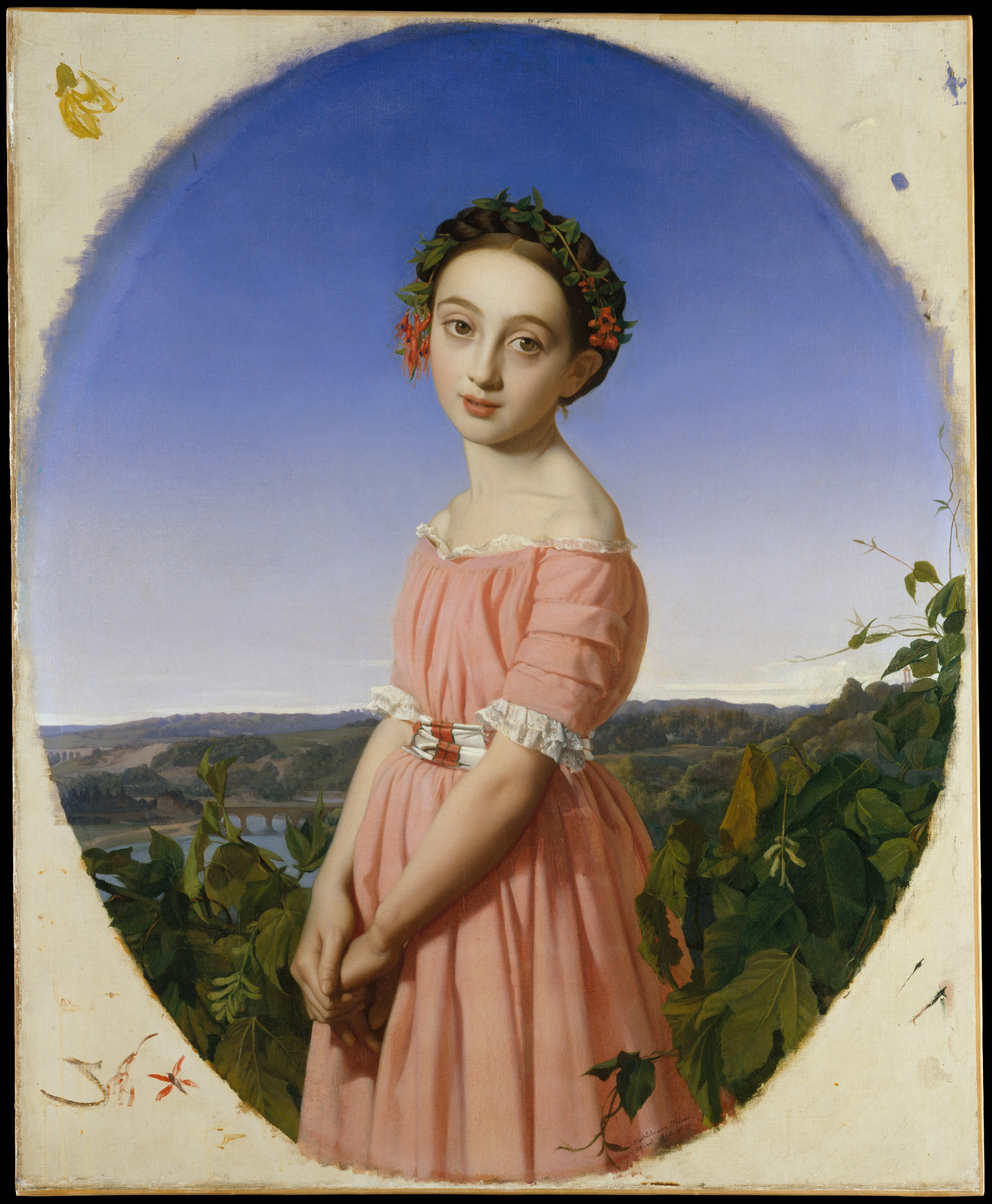
Faustine Léo, 1842년, 메트로폴리탄 미술관
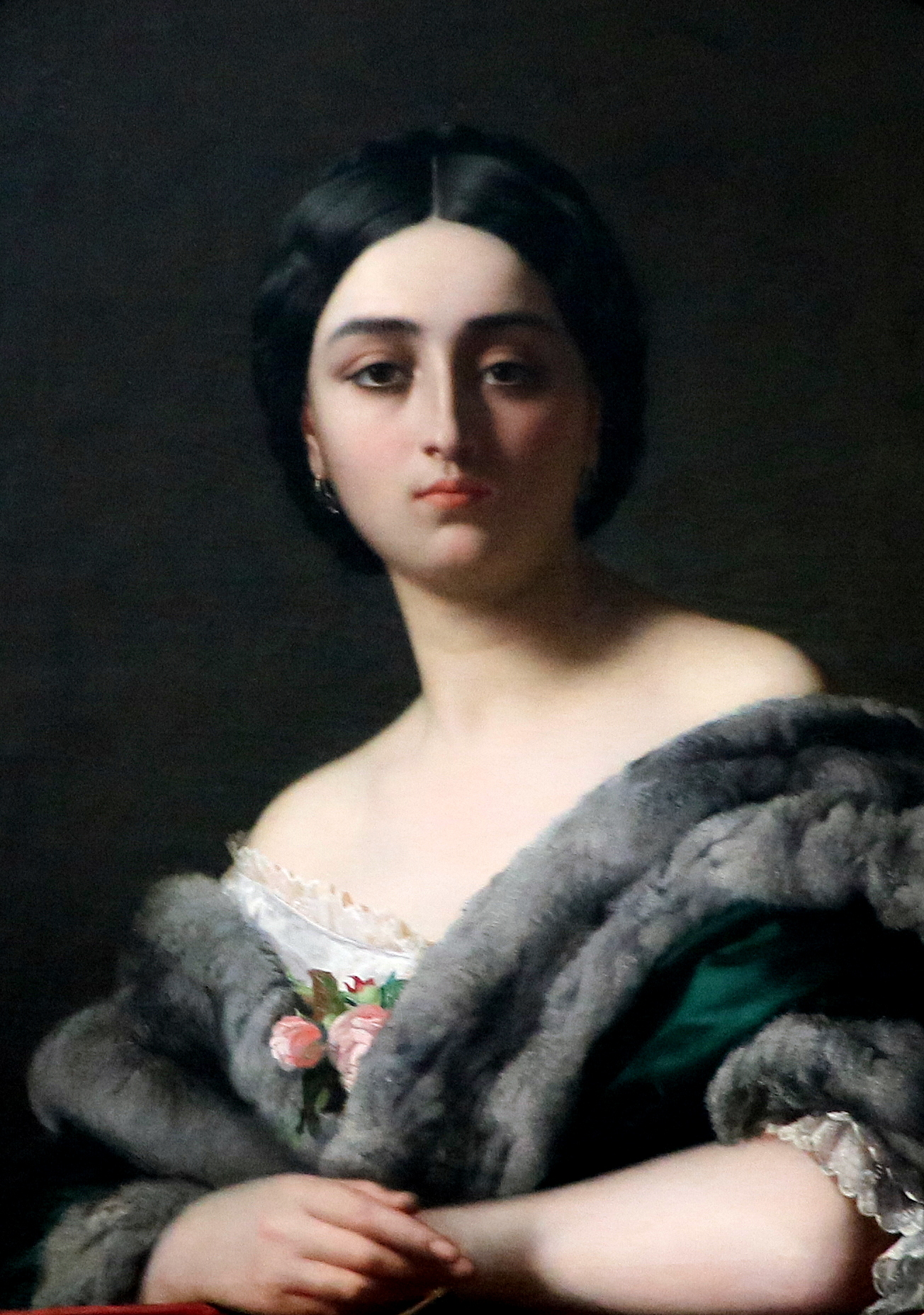
Léonide의 초상화, 1848년
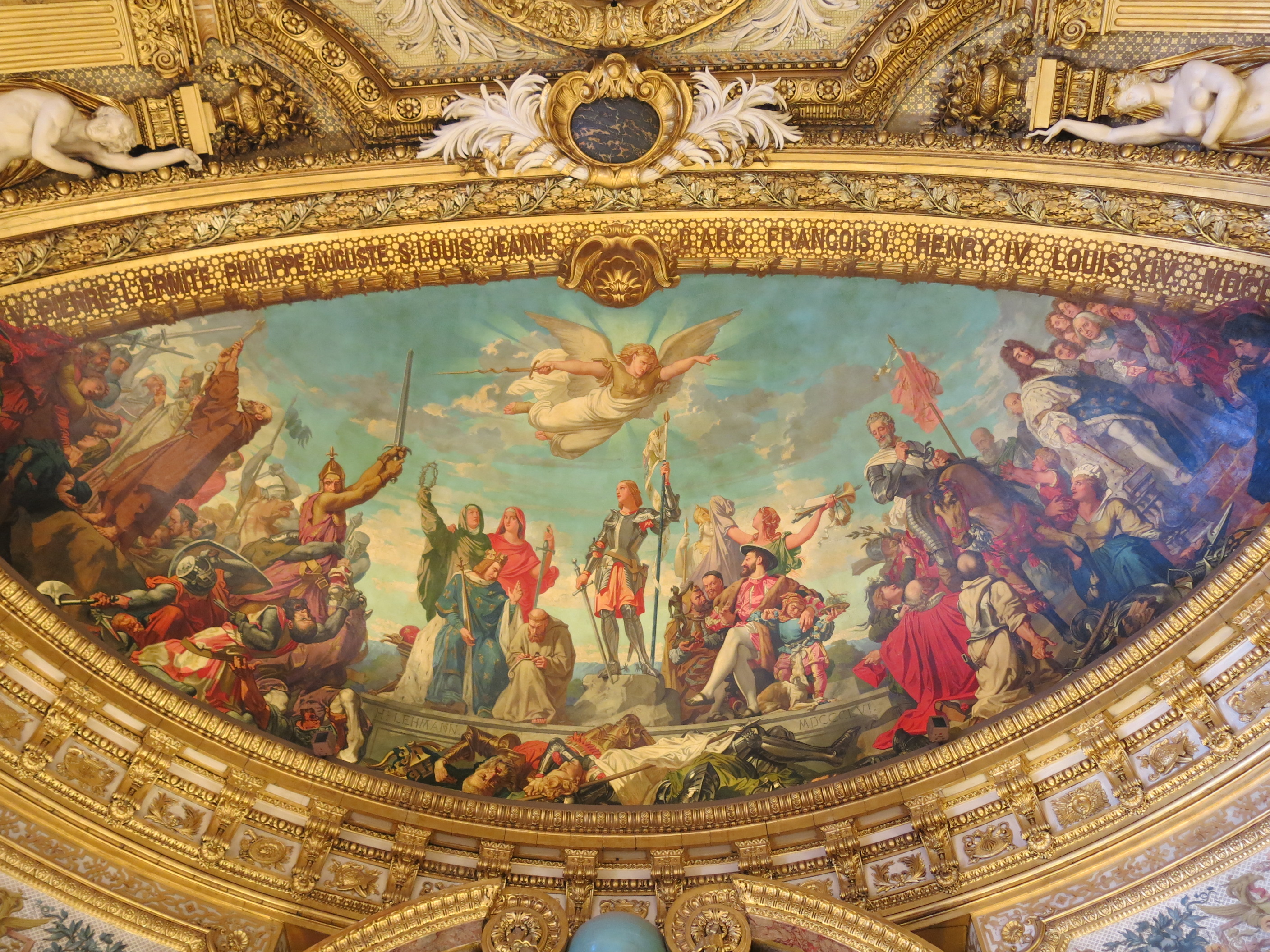
뤽상부르궁 회의실의 동쪽 천장 벽화, 1855년
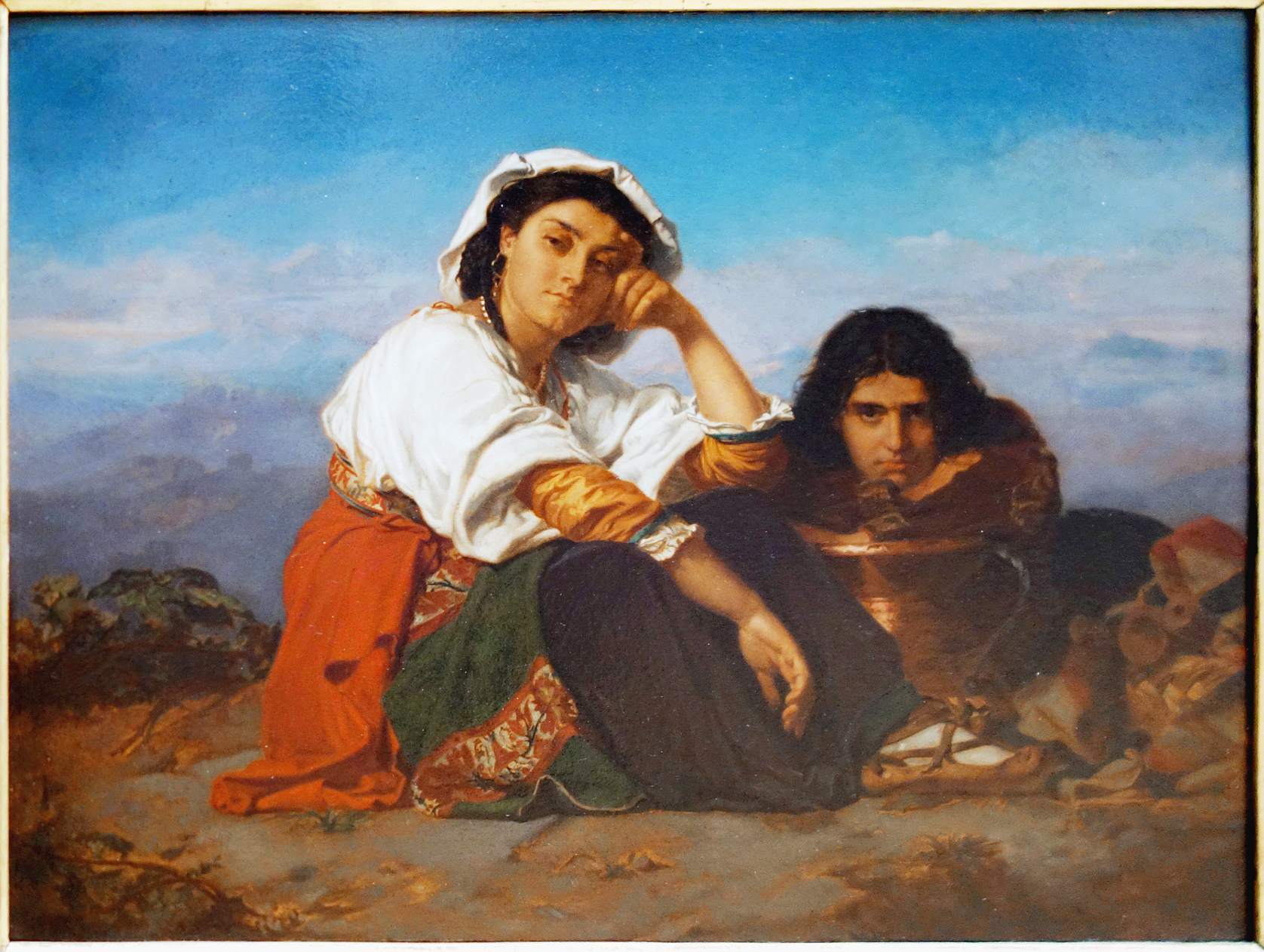
《휴식》(Le Repos), 1864년
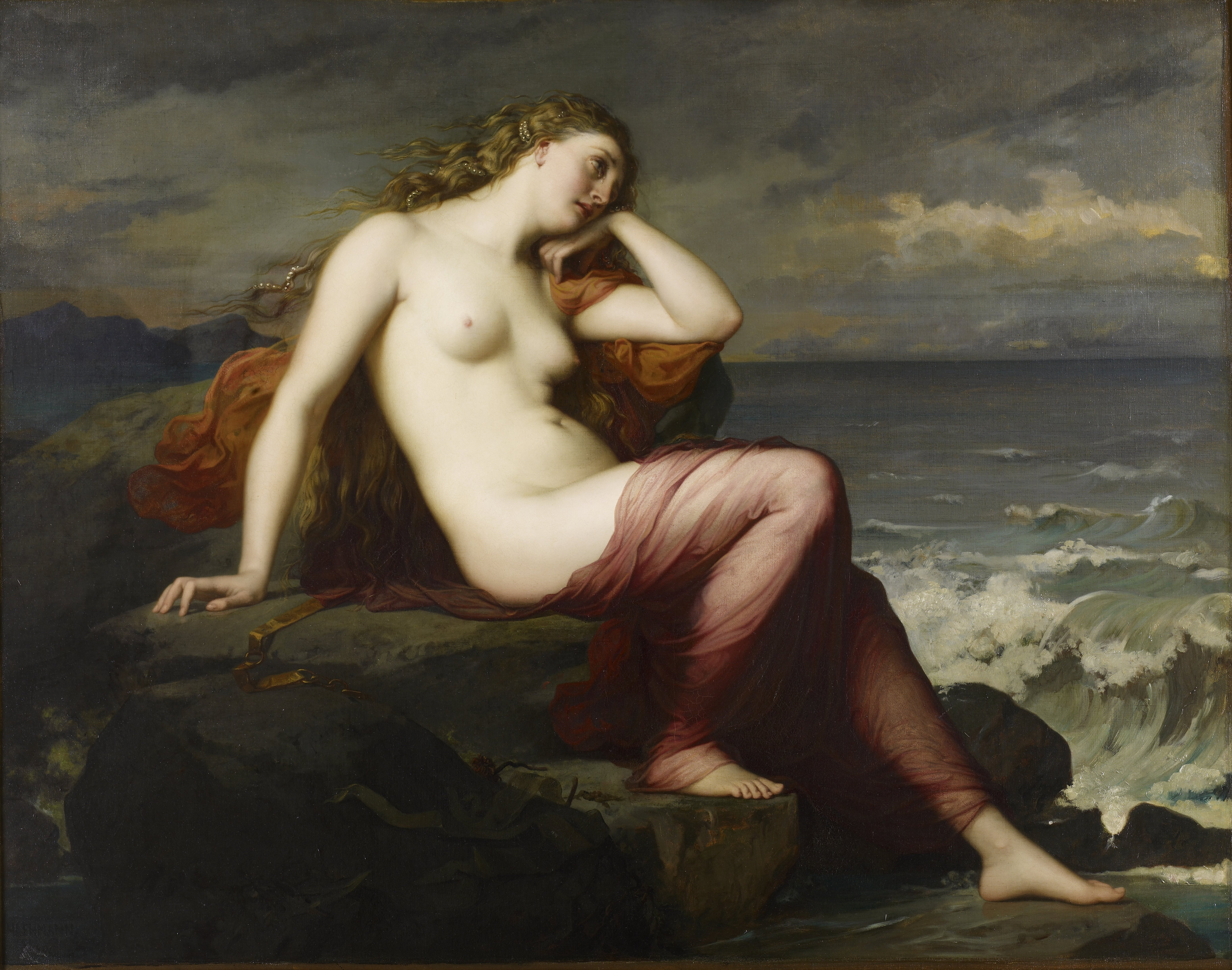
《칼립소》(Calypso), 1869년, 미니애폴리스 미술관
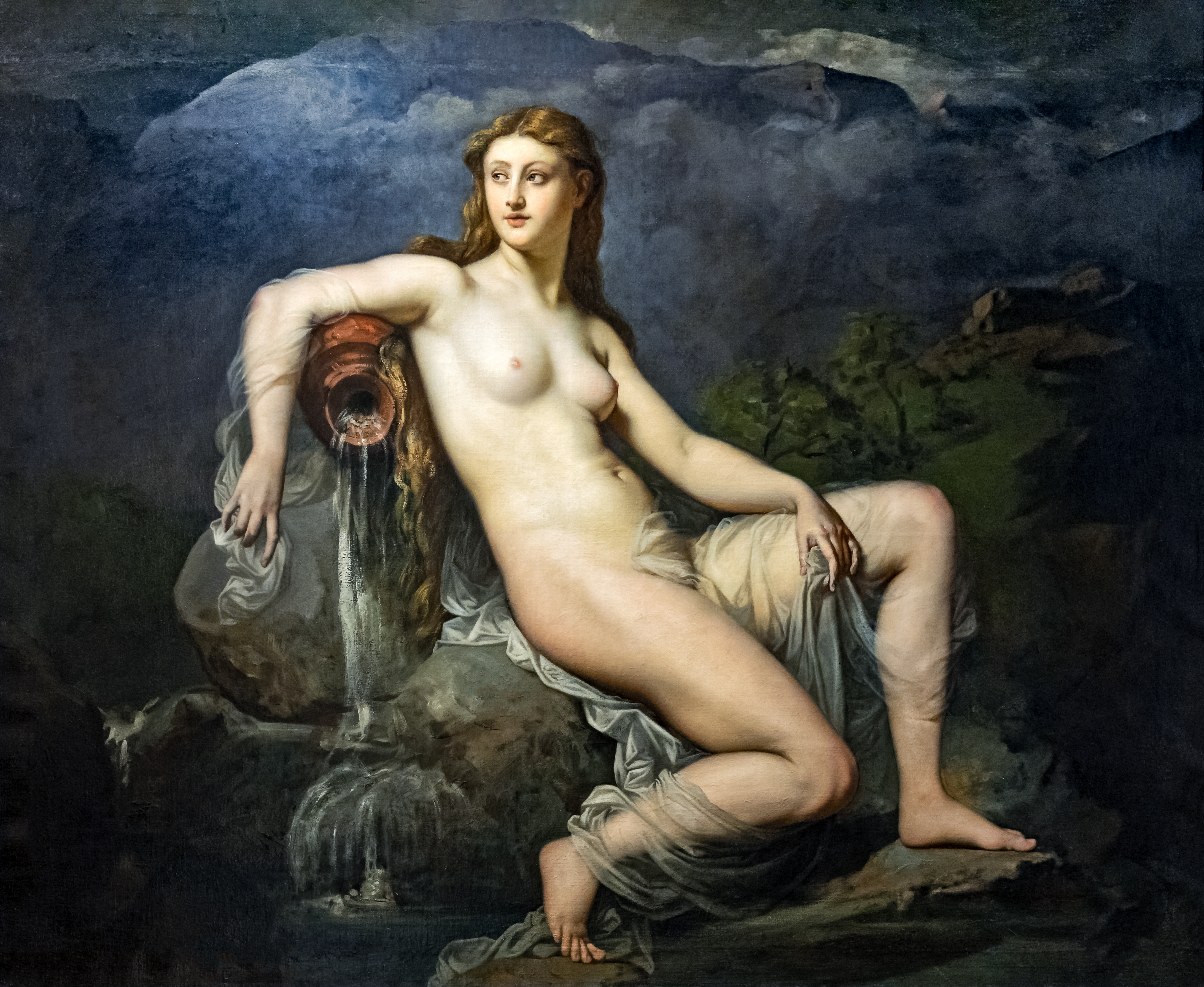
《샘 또는 물》(La Source ou L'Eau), 1870년경, 루브르 박물관